# پیتر بالاکیان
پیتر بالاکیان (ارمنی: Փիթեր Բալաքյան ;انگلیسی: Peter Balakian؛ زادهٔ ۱۳ ژوئن ۱۹۵۱) یک شاعر و نویسنده ایالات متحده آمریکا است.

## زندگی‌نامه
بالاکیان در سال ۱۹۵۱ در تینک، نیوجرسی به دنیا آمد. وی در حال حاضر استاد دانشگاهی در نیویورک است. پس از درگذشت مادربزرگش که یکی از بازماندگان نسل‌کشی ارمنی‌ها توسط دولت ترکان عثمانی در فاصله بین سال‌های ۱۹۱۵ تا ۱۹۱۷ بود، نسل‌کشی ارمنی‌ها را مضمون اشعار و مقالاتی تحقیقی در این‌باره قرار داد. او برای کتاب شعر «دفتر خاطرات اوزون» (Ozone Journal) جایزه پولیتزر را از آن خود کرد.
وی برنده جوایزی همچون جایزه پولیتزر برای شعر (۲۰۱۶) و کمک هزینه گوگنهایم شده‌است.

## گزیده آثار
- دجله سوزان
- «دفتر خاطرات اوزون»